# Chinedu Ekene
Chinedu-Aaron Ekene (* 9. Juli 1999 in Wuppertal) ist ein deutsch-nigerianischer Fußballspieler.

## Karriere

### Verein
Nach seinen Anfängen in der Jugend des SC Viktoria Rott wechselte er im Sommer 2006 in die Jugendabteilung von Bayer 04 Leverkusen. Nach insgesamt 35 Spielen in der B-Junioren-Bundesliga, bei denen ihm insgesamt 19 Tore gelangen, erreichte er mit seiner Mannschaft das Finale 2015/16 und gewann dort gegen Borussia Dortmund mit 2:0. Für seinen Verein bestritt er auch 15 Spiele in der A-Junioren-Bundesliga und zwei Spiele in der Saison 2016/17 in der UEFA Youth League, bei denen ihm insgesamt vier Tore gelangen. Im Sommer 2018 erfolgte sein Wechsel in die Regionalliga Südwest zur 2. Mannschaft der TSG 1899 Hoffenheim. Für seinen Verein kam er in drei Spielzeiten auf 73 Spiele, bei denen ihm insgesamt 15 Tore gelangen und er es am 16. Mai 2020 sogar einmal in den Bundesligakader seines Vereins schaffte, ohne dabei allerdings eingesetzt zu werden.
Im Sommer 2021 wechselte er zum Drittligisten MSV Duisburg. Dort kam er auch zu seinem ersten Einsatz im Profibereich, als er am 21. August 2021, dem 4. Spieltag, bei der 1:2-Auswärtsniederlage gegen den 1. FC Magdeburg in der 64. Spielminute für Kolja Pusch eingewechselt wurde.

### Nationalmannschaft
Ekene bestritt in den Jahren 2014 und 2015 für die U-15, U-16 und die U-17 des Deutschen Fußball-Bundes insgesamt elf Länderspiele, bei denen ihm zwei Tore gelangen.

## Erfolge
- Deutsche B-Junioren-Meisterschaft: 2016